# 7953 Кавагуті
7953 Кавагуті (7953 Kawaguchi) — астероїд головного поясу, відкритий 20 травня 1993 року.
Тіссеранів параметр щодо Юпітера — 3,510.